# Hibiscus saxatilis
Hibiscus saxatilis är en malvaväxtart som beskrevs av John Medley Wood och Evans. Hibiscus saxatilis ingår i Hibiskussläktet som ingår i familjen malvaväxter. Inga underarter finns listade i Catalogue of Life.